# ساحل (فیلم ۱۹۵۴)
ساحل (انگلیسی: La spiaggia) فیلمی به کارگردانی آلبرتو لاتوادا است که در سال ۱۹۵۴ منتشر شد. در سال ۲۰۰۸ فیلم برای وارد شدن به فهرست ۱۰۰ فیلم به یاد ماندنی سینمای ایتالیا برگزیده شد.

## داستان فیلم
آنا-ماریا منتورسی، که یک روسپی است برای چند روز تعطیلات همراه دخترش کاترینا به دریا می‌رود؛ و در هتل گران‌قیمت لا ریویرا ایتالیایی در پونترنو ساکن می‌شوند که در ان مشتریان ثروتمند رفت‌وآمد می‌کنند. دراغاز به خاطر جذابیت و مهربانیش، ساکنان و برخی از چهره‌های محلی از او استقبال خوبی می‌کنند. اما یک بی احتیاطی سبب ماجراهایی می‌شود.

## بازیگران
- مارتین کارول-آنا ماریا منتورسی
- رف ولونه-سیلویو، شهردار پونتورنو
- ماریو کاروتنوتو-گارلو آلبرتوکی
- کارلو رومانو-لوئیجی
- نیکو پپه-سیگاری سابق لاغر
- مارکو فرری- سیگاری سابق چاق
- مارچلا روونا
- والریا موریکونی
- مارا برنی
- ویتوریو بلودره
- رزی ماتساکوراتی
- انتسو دی جیانی
- انریکو گلوری